# Lulworth (yacht)
Pour les articles homonymes, voir Lulworth.
Lulworth est un yacht de course britannique, construit à Southampton en 1920. Le nom de ce cotre aurique vient de Lulworth Castle, chateau de son second propriétaire Herbert Weld Blundell, yachtman dont le grand-père était membre du Royal Yacht Squadron (RYS) au Château de Cowes sur l'île de Wight.
Il porte le numéro  2 sur sa grand-voile et arbore la White Ensign de la Royal Navy à la place de la traditionnelle Red Ensign, privilège des membres de la RYS.
Comme beaucoup d'autres yachts classiques, il navigue surtout en Méditerranée où il participe aux régates estivales.

## Histoire
Lulworth a été construit en 1920 au chantier naval White Brothers - Itchen ferry (en)  à Southampton pour Richard H. Lee, qui voulait un bateau de course pour participer à la première compétition de la British Big Class. Le bateau a été lancé en 1920 sous le nom de Terpsichore.
La pénurie de matériaux après la Première Guerre mondiale fit que la partie inférieure du mât a été faite d'acier au lieu de bois. Cette contrainte handicapa le Lulworth dans le classement du British Big Class laissant souvent la victoire à des bateaux plus anciens comme la goélette de Plan Herreshoff Westward(1910), le HMY Britannia (1893) ou le Plan Fife-23MJI Shamrock (1908).
Son plan de voilure aurique a été mis à jour plusieurs fois sans succès, jusqu'à ce que l'architecte naval Charles Ernest Nicholson redessine la plate-forme avec un bas-mât en bois et réajuste l'équilibre de la quille pour la America's Cup. En 1924, les défauts du Lulworth ont été corrigés et le yacht devient très performant dans toutes les épreuves de la Bristish Big Class. Entre 1920 et 1930, Lulworth a pris part à 258 régates, comptant 59 premières places, dont 47 à partir de 1924.
Pour la 15e America's Cup, en 1930, des innovations techniques apparaissent pour la J-Class qui rendent les plans de voilures auriques obsolètes. Malgré les premiers succès de Lulworth contre le Shamrock V (1930) de J-Class V  avant l'America's Cup, la carrière de course du Lulworth est terminée. En 1947, Lulworth a été sauvé de la ferraille par Richard Lucas et son épouse. Il a été ramené au chantier  White Brothers pour transformation et a servi de House-Boat sur la rivière Hamble.
En 1990, sa coque est transférée en Italie, au chantier Classic Yacht Dartsena à Viareggio dans l'espoir d'une remise en état. Une rénovation méticuleuse a été mise en place dès 2002 sauvant 70 % de ses aménagements et de 80 % de ses cadres en acier. Le plan de voile de 1926 a été reproduit et le Lulworth a été relancé en 2006 : il est le plus grand cotre du monde avec le plus haut mât.

## Caractéristiques techniques
Cotre à structure acier, coque en acajou, pont en teck et mât en bois. Le mât  est en deux parties et le gréement comporte 1 voile à corne portant le numéro 2 et 1 flèche, 2 focs, 1 trinquette et un spinnaker portant l'inscription Lulworth 1920.